# Апвелінг
Апвелінг (від англ. upwelling) — підйом глибинних вод у верхні шари океану. 

## Загальний опис
Найчастіше виникає при згінних вітрах у прибережних районах, де під дією направлених вітрів і течій відбувається підняття вод з глибин 100—300 м. Сумарна площа виявів постійного апвелінгу в сучасному океані оцінюється близько 1 млн км² за середньої вертикальної швидкості підйому 1 м/добу. З апвелінгом пов'язують утворення деяких видів корисних копалин, зокрема фосфоритів. На це вказує палеогеографічна реконструкція фосфоритоносних басейнів докембрію і фанерозою. Найбільші фосфоритові родовища сформувалися на океанських шельфах, що омивалися потужним апвелінгом. Циркуляція океанських вод у процесі апвелінгу сприяла винесенню з океанічних глибинних вод великої маси холодної води з розчиненими в них фосфором, кремнієм, азотом та іншими біогенними компонентами. Під дією різних факторів — фізико-хімічних, біогенних відбувалася концентрація фосфоритів у прибережній зоні, на шельфах.
Апвелінги виникають в результаті особливої динаміки вод: у відкритому океані — у районах дивергенції течій, а в прибережній зоні апвелінгу це ефект, що зумовлений згінними вітрами.